# Sean Lynch
Sean Lynch (Dechmont, 31 gennaio 1987) è un ex calciatore scozzese, di ruolo centrocampista.

## Carriera

### Club
Dopo aver giocato nelle giovanili dell'Hibernian esordisce in prima squadra (e tra i professionisti) il 5 aprile 2006, all'età di 19 anni, subentrando nell'ultimo minuto di gioco al compagno di squadra Abdessalam Benjelloun nella partita di prima divisione scozzese vinta per 2-1 in casa contro il Kilmarnock; nel prosieguo della stagione gioca un'ulteriore partita di campionato, giocando poi un ulteriore incontro di prima divisione anche nella stagione 2006-2007. Nella stagione 2007-2008, invece, gioca 2 partite, con anche un breve periodo in prestito al St. Johnstone, con cui gioca una partita in seconda divisione.
A fine stagione rimane svincolato e dopo breve tempo si accasa al Falkirk, altro club della prima divisione scozzese, con il quale tra il 2008 ed il 2010 gioca in totale 10 partite in questa categoria. Al termine della stagione 2009-2010, conclusa dal club con una retrocessione in seconda divisione, Lynch similmente a sette suoi compagni di squadra non si vede rinnovare il contratto in scadenza, rimanendo così svincolato; nel luglio del 2010, dopo aver superato positivamente un provino firma un contratto annuale con il St. Mirren, altro club della prima divisione scozzese. Con la maglia dei bianconeri, il 14 agosto 2010 segna anche il suo primo gol in questa categoria, andando a segno con un tiro al volo nella sfida casalinga pareggiata per 1-1 contro il Dundee Utd; si ripete circa un mese più tardi, il 18 settembre, quando segna un gol nell'incontro perso per 2-1 sul campo del St. Johnstone, e complessivamente nel corso della stagione gioca 14 partite di campionato.
Tra il 2011 ed il 2013 gioca in terza divisione all'Airdrie Utd, con cui nell'arco di un biennio realizza 7 reti in 48 partite di campionato giocate; disputa poi un'ultima stagione a livello professionistico, la 2013-2014, nella quale va in rete per 3 volte in 30 apparizioni in campo con la maglia dello Stenhousemuir, club della terza divisione scozzese, con cui raggiunge anche la semifinale della Scottish Challenge Cup (persa per 1-0 contro i Rangers).
Successivamente si ritira all'età di 27 anni per dedicarsi ad attività imprenditoriali (ha sviluppato una app chiamata Socializer, premiata anche dal Prince's Scottish Youth Business Trust ed è coproprietario di un brand di t-shirt insieme all'ex compagno di squadra ai tempi del Falkirk Scott Arfield).

### Nazionale
Nel 2007 ha partecipato ai Mondiali Under-20.